# معادشناسی (کتاب)
معادشناسی کتابی از محمدحسین حسینی طهرانی است که در سال ۱۳۶۲ منتشر و در مراسم کتاب سال جمهوری اسلامی ایران به‌عنوان کتاب برگزیده معرفی شد.